# Дорка Рикачева
Дорка Рикачева — деревня в Бежецком районе Тверской области. Входит в состав Поречьевского сельского поселения.

## География
Находится в восточной части Тверской области на расстоянии приблизительно 25 км на север-северо-запад по прямой от районного центра города Бежецк.

## История
Деревня была отмечена (тогда Дорки) еще на карте 1825 года. В 1859 году здесь (деревня Бежецкого уезда Тверской губернии) был учтен 31 двор, в 1978 — 35.

## Население
Численность населения: 227 человек (1859 год), 6 (русские 100 %) в 2002 году, 1 в 2010.